# Numéro de contrôle de la Bibliothèque du Congrès
Le numéro de contrôle de la Bibliothèque du Congrès (en anglais : « Library of Congress Control Number », ou LCCN) est un système de numérotation des enregistrements du catalogue de la Bibliothèque du Congrès aux États-Unis.  
Elle ne concerne pas le contenu propre des ouvrages, et ne doit pas être confondue avec la classification de la Bibliothèque du Congrès. 

## Histoire
Le système de numérotation LCCN a été mis en service en 1898. À l'origine, le sigle LCCN désignait le numéro de carte de la Bibliothèque du Congrès (en anglais : « Library of Congress Card Number »). La Bibliothèque du Congrès constituait des cartes contenant les informations bibliographiques de leur catalogue et vendait des copies de ces dites cartes à d'autres bibliothèques pour les utiliser dans leurs catalogues. Le LCCN fut ainsi reconnu comme le premier catalogage centralisé. Chaque série de cartes donnait un numéro de série pour aider à identifier l'ouvrage. 
La plupart des informations bibliographiques circulant aujourd'hui par voie électronique stockée et partagée avec d'autres bibliothèques, il est toujours nécessaire d'identifier chaque enregistrement unique, et le LCCN exerce encore cette fonction. 
Les bibliothécaires du monde entier utilisent cet identifiant unique dans le processus de catalogage de la plupart des livres qui ont été publiés aux États-Unis. Il les aide à atteindre un niveau de catalogage des données de plusieurs bibliothèques dont la Bibliothèque du Congrès, connu sous le nom de catalogage record, et de le mettre à disposition des tiers sur le Web et par d'autres médias. 
En février 2008, la Bibliothèque du Congrès a créé le LCCN Permalink service, qui fournit une adresse Internet stable pour tous les numéros de contrôle de la Bibliothèque du Congrès.

## Format
Dans sa forme la plus élémentaire, il se compose du numéro de l'année et d'un numéro de série. Le numéro de l'année est composé de deux chiffres pour 1898 à 2000, et de quatre à partir de 2001. Les trois années ambiguës (98, 99 et 00 qui peuvent correspondre respectivement à 1898 et 1998, à 1899 et 1999 et à 1900 et 2000) se distinguent par la taille du numéro de série. Il existe aussi des particularités dans les numéros commençant par un « 7 », en raison de l'échec d'une expérience[Laquelle ?] appliquée entre 1969 et 1972.
Les numéros de série comportent six chiffres, et devraient inclure des zéros. Le trait d'union, qui est souvent vu à la séparation entre l'année et le numéro de série, est optionnel. Plus récemment[Quand ?], la Bibliothèque du Congrès a chargé les éditeurs de ne pas inclure un trait d'union.